# Christoph von Dohnányi
Christoph von Dohnányi (Berlín, 8 de septiembre de 1929) es un director de orquesta alemán.

## Trayectoria
Nieto del compositor Ernő Dohnányi, su padre fue el jurista Hans von Dohnanyi y su madre Christine Bonhoeffer, hermana del pastor luterano y teólogo Dietrich Bonhoeffer, y héroe de la resistencia alemana. Proviene de una de las más notables[cita requerida] familias alemanas. Su padre participó en el complot del 20 de julio, denominado operación Valkiria, y varios miembros de su familia fueron ejecutados o perecieron en campos de concentración en 1945.
Nació en Berlín y estudió derecho en Múnich. Pronto se trasladó a la Staatliche Hochschule für Musik para estudiar composición, piano y dirección. Recibió el Premio Richard Strauss de la ciudad de Múnich y se dirigió a la Universidad Estatal de Florida para estudiar con su abuelo, Ernst von Dohnányi. Su primer puesto como director fue en la Ópera de Fráncfort. Sirvió como director musical de la Ópera de Lübeck, la Orquesta Sinfónica de la Radio del Oeste de Alemania, y de las óperas de Fráncfort y Hamburgo.
Después de haber desarrollado una gran trayectoria artística como director invitado en alguno de los más prestigiosos coliseos operísticos del mundo (Metropolitan, Covent Garden y Ópera de Viena), en 1984 Dohnányi sustituyó a Lorin Maazel al frente de la dirección de la prestigiosa Orquesta de Cleveland. Su concepto musical, muy vinculado al de George Szell (el gran artífice de esta formación), permitió que la relación de Dohnányi con los músicos de Cleveland fuera realmente exitosa a lo largo de las 18 temporadas que duró su mandato. Tras la finalización del mismo en 2002, Dohnányi fue nombrado director laureado de la institución. De forma paralela, en 1994 Dohnányi fue nombrado principal director invitado de la Orquesta Philharmonia, para tres años después convertirse en su director titular hasta 2008, siendo también designado director laureado de dicha agrupación. De 1998 a 2000, Dohnányi fue también el asesor musical de la Orquesta de París tras la salida de Semyon Bychkov y antes de la llegada de Christoph Eschenbach.
En 2005 von Dohnányi regresó a Alemania como Director Principal de la Orquesta Sinfónica de la NDR en Hamburgo.
Ha realizado apariciones como invitado con las más importantes orquestas como la Boston Symphony, New York Philharmonic, Filarmónica de Berlín, Philadelphia Orchestra, Pittsburgh Symphony, Chicago Symphony y Los Angeles Philharmonic, y numerosas grabaciones.
Herbert von Karajan y su sucesor Gerard Mortier lo invitaron al Festival de Salzburgo. Allí dirigió la Filarmónica de Viena en producciones de Der Rosenkavalier, Salomé, Cosi fan Tutte, Erwartung, El Castillo de Barba Azul, Die Zauberflöte, y en los estrenos mundiales de Die Bassariden de Henze y Baal de Cerha. También dirigió la Orquesta de Cleveland en conciertos en el Große Festspielhaus y Felsenreitschule en Salzburgo.
Durante el mandato del director de ópera Alexander Pereira, Dohnanyi apareció regularmente en la Ópera de Zúrich dirigiendo nuevas producciones de Die Schweigsame Frau de Strauss, Ariadne auf Naxos, Salomé, Elektra, Die Frau ohne Schatten, Oedipus Rex de Stravinsky, Idomeneo de Mozart, Wozzeck de Berg, Moisés y Aron de Schoenberg y El holandés errante de Wagner.
Von Dohnányi ha dirigido en las mejores óperas del mundo, incluyendo el Covent Garden, La Scala, la Ópera Estatal de Viena, Berlín, París y en los Estados Unidos en el Metropolitan Opera, la Ópera de San Francisco y la Ópera lírica de Chicago. En la Ópera Estatal de Viena dirigió la nueva producción del Ring des Nibelungen en 1992/93. En la Deutsche Oper Berlin dirigió la primera actuación de la ópera de Henze, Der junge Lord. 
Fue invitado por Wieland Wagner a dirigir Tannhäuser y Die Meistersinger von Nürnberg en el Festival de Bayreuth.

## Honores
Entre sus muchos honores Christoph von Dohnányi ha recibido doctorados honorarios de Música de la Eastman School of Music en Rochester, el Oberlin College of Music, Instituto de Música de Cleveland, Kent State University, Case Western Reserve University, Royal Academy of Music de Londres y del Colegio Hebreo de la Unión - Instituto Judío de Religión, y el Premio Antorcha de la Libertad de la Liga Anti-Difamación. Es receptor de la medalla de Goethe de la ciudad de Fráncfort, el premio de Wissenschaft y Forschung de la ciudad de Hamburgo y la medalla de Bartok en Hungría. Es miembro de la Orden de las Artes y las Letras de Francia, la Verdienstkreuz de la República de Austria y la Bundesverdienstkreuz de la República Federal Alemana.

## Estilo
Christoph von Dohnányi se ha ganado un gran prestigio en el mundo de la dirección orquestal por su versatilidad y por otorgar un significativo valor a la tradición interpretativa. Una de sus mejores virtudes como director es la enorme claridad y limpieza de sus lecturas, su afán de perfección, su seriedad artística y un sentido de la musicalidad verdaderamente exquisito. Músico de comienzos más bien modestos, su gran oportunidad le llegó relativamente tarde, cuando la prestigiosa Orquesta de Cleveland le reclamó como director musical. A pesar de sus orígenes húngaros, Dohnányi nunca ha sido un director inflamado, sino más bien reflexivo y constantemente preocupado por la elaboración sonora. En sus hábitos, la espontaneidad expresiva se ve claramente relegada a un segundo plano en aras de una buena organización de refinada construcción. Dohnányi suele compensar la frialdad que suele derivarse de esta actuación mediante una hábil dosificación de los efectos. Su compromiso con la música de su tiempo ha sido indudable y, en consecuencia, es uno de los grandes especialistas en la música de la Segunda Escuela de Viena y en la de otros autores apenas conocidos.

## Vida familiar
Se casó con la actriz alemana Renate Zillessen con quien tuvo sus hijos Katja y Justus, luego con la soprano Anja Silja con quien tuvo a Benedikt, Julia y Olga; su tercera esposa es Barbara Koller. Su hijo Justus von Dohnanyi (*1960) es actor y director de cine y teatro; trabajó la película Bonhoeffer, agente de gracia en el año 2000, sobre la vida de su tío abuelo y su abuelo.
Su hermano mayor Klaus von Dohnanyi, es un político que fue alcalde de Hamburgo.

## Discografía parcial
Para London / Decca grabó con la Filarmónica de Viena una gran variedad de obras sinfónicas de Schubert, Strauss, Dvorak, Chaikovski, todas las sinfonías de Mendelssohn y varias óperas, incluyendo Fidelio de Beethoven, Wozzeck y Lulu de Berg, Erwartung de Schoenberg, Salomé de Strauss y El holandés errante de Wagner.
- Adams: Century Rolls, Lollapalooza, Slonimsky's Earbox - Christoph von Dohnanyi/Cleveland Orchestra/Emanuel Ax, 2000 Nonesuch
- Beethoven: Symphonies N.º 1 & N.º 2 - Christoph von Dohnanyi/Cleveland Orchestra, 1989 Telarc
- Beethoven: Symphony N.º 3 - "Eroica" - Christoph von Dohnanyi/Cleveland Orchestra, 1984 Telarc
- Beethoven: Symphonies N.º 5 & N.º 7 - Christoph von Dohnanyi/Cleveland Orchestra, 1988 Telarc
- Beethoven: Symphony N.º 6 "Pastoral" & Leonore Overture N.º 3 - Christoph von Dohnanyi/Cleveland Orchestra, 1987 Telarc
- Beethoven: Symphony N.º 9 - Christoph von Dohnanyi/Cleveland Orchestra, 1985 Telarc
- Beethoven (arr. Mahler): String Quartet N.º 11 - Brahms (orch. Scoenberg): Piano Quartet N.º 1 - Christoph von Dohnanyi/Wiener Philharmoniker, 1996 Decca
- Berg Schoenberg - Wozzeck/Erwartung - Dohnanyi/Wächter/Silja/Winkler, 1979 Decca
- Brahms: Violin Concerto - Thomas Zehetmair - Christoph von Dohnanyi/Cleveland Orchestra/Thomas Zehetmair, 1992 Teldec
- Glass Schnittke - Conc. vl./Conc. grosso n. 5 - Kremer/Dohnanyi/WPO, 1991/1992 Deutsche Grammophon
- Mendelssohn, Sinf. n. 1-5/Hébridas/Mar en calma/Valpurgis/Athalia - Dohnanyi/WPO, 1976/1979 Decca
- Mendelssohn: Symphony N.º 3 - "Scottish" - Christoph von Dohnanyi/Cleveland Orchestra/Cleveland Orchestra Chorus, 1988 Telarc
- Schnittke: Concerti Grossi Nos. 1 & 5 - Chamber Orchestra of Europe/Christoph von Dohnanyi/Gidon Kremer/Heinrich Schiff/Wiener Philharmoniker, 2002 Deutsche Grammophon
- Smetana, Mi Patria/Oberturas y danzas - Dohnanyi/Cleveland Orchestra, 1993/1994 Decca
- Richard Strauss: "Salome" | Wiener Philharmoniker | Grosser Saal, Wiener Konzerthaus | 1994
- Chaikovski: Symphony N.º 6 - Polonaise from Eugene Onegin - Christoph von Dohnanyi/Cleveland Orchestra, 1987 Telarc
- Richard Wagner: "Das Rheingold" Oro del Reno | The Cleveland Orchestra | Severance Hall, Cleveland, Ohio, Dohnanyi/Hale/Schwarz/Begley | 1993
- Richard Wagner: "Die Walküre" | The Cleveland Orchestra | Severance Hall, Cleveland, Ohio | 1992
- Richard Wagner: "Der fliegende Holländer" | Wiener Philharmoniker | Großer Saal, Konzerthaus, Dohnanyi/Hale/Behrens/Rydl, Vienna | 1991